# フローレンス・ローレンス
フローレンス・ローレンス（英語: Florence Lawrence, 1886年1月2日 - 1938年12月28日）は、カナダ出身のアメリカ合衆国の女優である。本名フローレンス・アニー・ブリッジウッド（英語: Florence Annie Bridgwood）。

## 人物・来歴
1886年1月2日、カナダのオンタリオ州ハミルトンに生まれる。
1906年、ヴァイタグラフ・カンパニー・オヴ・アメリカ（ヴァイタグラフ・スタジオ）が製作、J・スチュアート・ブラックトンが監督・主演した短篇映画 The Automobile Thieves に出演したのが、もっとも古い出演記録である。同社の量産する短篇映画に出演した後、1908年、アメリカン・ミュートスコープ・アンド・バイオグラフ（バイオグラフ・スタジオ）に移籍する。同年8月30日、満22歳のとき、13歳年上で、当時まだ俳優であったのちの映画監督ハリー・ソルターと結婚する。1909年に夫ソルターが監督業に進出してからは、夫の作品に多く主演する。
1912年、夫とともに独立し、ニュージャージー州フォートリーにヴィクター・スタジオを設立、夫が量産する短篇映画に妻を主演する。翌1913年には夫妻は同社をカール・レムリに売却し、レムリが数社を結集して設立した新会社・ユニヴァーサル・フィルム・マニュファクチュアリング・カンパニー（現在のユニバーサル・ピクチャーズ）に夫ともども入社、引き続きヴィクター・スタジオで夫の量産する監督作に主演する。1916年には、同年にユニヴァーサルが設立した子会社・ブルーバード映画で、スチュアート・ペイトン監督の Elusive Isabel に主演するが、多くの作品が日本で公開されたブルーバード映画のなかでも、公開されなかった数少ない作品のひとつとなる。1918年以降、一旦、映画界を退く。
1920年3月2日、満34歳のとき、夫ソルターと死別する。1921年5月21日、チャールズ・ブライン・ウッドリングと再婚する。1922年から映画界に復帰するが、主演作は少ない。だんだん端役の出演となっていった1926年には、再び映画界を退く。
1932年にウッドリングと離婚、1933年（昭和8年）11月27日、満47歳でヘンリー・ボルトンと三度目の結婚をするが、翌1934年3月に離婚している。このころトーキーとなった映画界に復帰するがほとんどが端役、ノンクレジットで、1936年の『ハリウッド大通り』での小さな出演シーンも、編集でカットされた。
1938年12月28日、カリフォルニア州ロサンゼルス郡ウェスト・ハリウッドで服毒自殺した。満52歳没。ロサンゼルス市ハリウッドにあるハリウッド・フォーエヴァー墓地に眠る。

## おもなフィルモグラフィ
すべて出演作である。250本以上の出演作のある1913年以前の作品は、主なもののみに留めた。

### 1900年代
- The Automobile Thieves : 監督・主演J・スチュアート・ブラックトン、1906年
- The Shaughraun : 監督J・スチュアート・ブラックトン、1907年
- 『歳月流れしのち』After Many Years : 監督D・W・グリフィス、1908年
- Antony and Cleopatra : 監督J・スチュアート・ブラックトン / チャールズ・ケント、1908年
- 『マクベス』Macbeth : 監督J・スチュアート・ブラックトン、1908年
- 『質屋の娘の恋』 Romance of a Jewess : 監督D・W・グリフィス、1908年
- 『ロミオとジュリエット』Romeo and Juliet : 監督J・スチュアート・ブラックトン、1908年
- The Call of the Wild : 監督D・W・グリフィス、1908年
- The Country Doctor : 監督D・W・グリフィス、1909年
- 『カーテン・ポール』The Curtain Pole : 監督D・W・グリフィス、1909年
- 『1776年、またはヘシアンの叛逆兵』The Hessian Renegades : 監督D・W・グリフィス、1909年
- 『淋しい別荘』 The Lonely Villa : 監督D・W・グリフィス、1909年
- 『迷惑帽子』 Those Awful Hats : 監督D・W・グリフィス、1909年

### 1910年代
- The Spender : 監督ハリー・ソルター、1913年
- His Wife's Child : 監督ハリー・ソルター、1913年
- A Singular Sinner : 監督不明、1914年
- The Coryphee : 監督ハリー・ソルター、1914年
- The Romance of a Photograph : 監督ハリー・ソルター、1914年
- The False Bride : 監督ハリー・ソルター、1914年 - 出演・役 Florence Gould & Amy St. Clair（二役）
- The Law's Decree : 監督ハリー・ソルター、1914年 - 出演・役 Flo
- The Stepmother : 監督ハリー・ソルター、1914年 - 出演・役 Flo
- The Honeymooners : 監督ハリー・ソルター、1914年 - 出演・役 Florence Blair
- Diplomatic Flo : 監督ハリー・ソルター、1914年 - 出演・役 Flo
- The Little Mail Carrier : 監督ハリー・ソルター、1914年
- The Pawns of Destiny : 監督ハリー・ソルター、1914年 - 出演・役 Flo
- The Bribe : 監督ハリー・ソルター、1914年
- A Disenchantment : 監督ハリー・ソルター、1914年
- The Doctor's Testimony : 監督ハリー・ソルター、1914年 - 出演・役 Florence Lund
- A Singular Cynic : 監督ハリー・ソルター、1914年
- Her Ragged Knight : 監督ハリー・ソルター、1914年
- The Mad Man's Ward : 監督ハリー・ソルター、1914年
- The Honor of the Humble : 監督ハリー・ソルター、1914年
- Counterfeiters : 監督ハリー・ソルター、1914年
- A Mysterious Mystery : 監督ハリー・ソルター、1914年 - 出演・役 Miss Lawrence
- The Woman Who Won : 監督ハリー・ソルター、1914年 - 出演・役 Florence Lloyd
- Elusive Isabel : 監督スチュアート・ペイトン、1916年 - 出演・役 Isabel Thorne
- Face on the Screen : 監督ハリー・ソルター、1917年
- The Love Craze : 監督ウィンスロップ・ケリー、1918年

### 1920年代
- The Unfoldment : 監督ジョージ・カーン / マードック・マックァリー、1922年 - 出演・役 Katherine Nevin
- The Satin Girl : 監督アーサー・ロッスン、1923年 - 出演・役 Sylvia
- 『奔流恋を乗せて』 Lucretia Lombard : 監督ジャック・コンウェイ、1923年
- Gambling Wives : 監督デル・ヘンダーソン、1924年 - 出演・役 Polly Barker
- 『ジョンスタウンの大洪水』 The Johnstown Flood : 監督アーヴィング・カミングス、1926年 - ノンクレジット出演
- 『維納の狂乱』 The Greater Glory : 監督カート・レーフェルド、1926年 - ノンクレジット出演・脇役

### 1930年代
- Sweeping Against the Winds : 監督ヴィクター・アダムソン、1930年
- 『強力犯』 Homicide Squad : 監督エドワード・L・カーン / ジョージ・メルフォード、1931年
- The Hard Hombre : 監督オットー・ブラワー、1931年 - ノンクレジット出演・役 The Sister
- 『母』 So Big! : 監督ウィリアム・A・ウェルマン、1932年 - ノンクレジット出演・役 Townsperson
- 『明日は晴れ』 Sinners in the Sun : 監督アレクサンダー・ホール、1932年
- 『秘密』 Secrets : 監督フランク・ボーゼイジ、1933年
- 『かぼちゃ太夫』 The Old Fashioned Way : 監督ウィリアム・ボーディン、1934年 - ノンクレジット出演
- Man on the Flying Trapeze : 監督クライド・ブラックマン、1935年 - ノンクレジット出演
- 『或る雨の午後』 One Rainy Afternoon : 監督ローランド・V・リー、1936年 - ノンクレジット出演・端役
- 『ハリウッド大通り』 Hollywood Boulevard : 監督ロバート・フローリー、1936年 - 出演シーン削除
- 『夜は必ず来る』 Night Must Fall : 監督リチャード・ソープ、1937年 - ノンクレジット出演・端役

## 発明
ローレンスは1914年、現代の尾灯やハイマウントストップランプの前身にあたる「機械式ブレーキ信号」と、現代の方向指示器の前身である「自動信号アーム」を設計し、発明したことで有名である。
前者はフットブレーキを踏むと自動的にSTOPというサインが跳ね上がって表示されるもので、後者はフェンダーの後ろ側に設置し、ボタンを押すと電気信号が伝わって旗の付いたアームを上下させる仕組みだった。
ただ、これらの発明の特許を取得していなかったため、どちらの発明に対しても信用や利益は得られなかった。

## 関連事項
- ヴァイタグラフ・スタジオ（en:Vitagraph Studios）
- バイオグラフ・スタジオ（en:Biograph Studios）
- ヴィクター・スタジオ（en:Victor Studios）
- ウェスト・ハリウッド (カリフォルニア州)
- ハリウッド・フォーエヴァー墓地（en:Hollywood Forever Cemetery）

## 註
1. 1 2 3 4 5 6 7 8 9 10 11 12 13 14 15 16 17 18 19  Florence Lawrence, Internet Movie Database （英語）, 2010年6月2日閲覧。
2. ↑   『ブルーバード映画の記録』 : 製作・著・発行山中十志雄・塚田嘉信、1984年4月、p.60-63.
3. ↑  Florence Lawrence, Find A Grave （英語）, 2010年6月2日閲覧。
4. ↑  ウインカー――自動車のコミュニケーション(1938年) gazooよくわかる自動車歴史館　第100話、2015年09月04日、2021年4月16日閲覧。